# Ота, Косукэ
Косукэ Ота (яп. 太田 宏介 О:та Ко:сукэ, род. 23 июля 1987, Токио) — японский футболист, защитник клуба «Матида Зельвия».

## Ранние годы
Ота после развода родителей воспитывался матерью вместе со старшим братом. Футболом он начал заниматься в пять лет, играл за команды своих школ, участвовал в национальном чемпионате среди школьных команд. В 2003 году Ота поступил в старшую школу при университете Адзабу, где учился вместе с будущим партнёром по сборной Японии Ю Кобаяси.
В 2005 году Ота тренировался с профессиональным футбольным клубом «Вегалта Сэндай» и, хотя он произвёл хорошее впечатление на тренера Сатоси Цунами, вместо него в команду предпочли взять другого старшеклассника. После окончания школы Ота планировал поступать в университет, но получил приглашение в другой профессиональный клуб, «Иокогама», в составе которого играл его кумир Кадзуёси Миура, и в декабре 2005 года присоединился к команде. Поскольку на его привычной позиции левого защитника была высокая конкуренция, он начинал играть на левом фланге в полузащите, а в 2007 году тренер Такуя Такаги использовал молодого игрока в качестве центрального защитника.
На протяжении своей футбольной карьеры выступал за клубы «Иокогама», «Симидзу С-Палс», «Токио».

## Национальная сборная
С 2010 по 2015 год сыграл за национальную сборную Японии 7 матчей. Участвовал в Кубке Азии 2015 года.

## Статистика за сборную
| Сборная Японии | Сборная Японии | Сборная Японии |
| Год            | Матчи          | Голы           |
| -------------- | -------------- | -------------- |
| 2010           | 1              | 0              |
| 2014           | 3              | 0              |
| Итого          | 4              | 0              |